# 進藤雄介

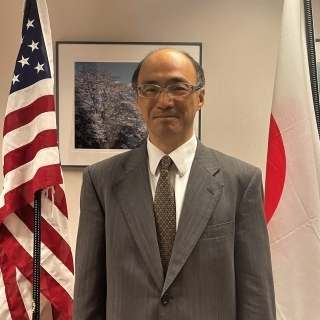
外務省より公表された公式肖像画像

進藤 雄介（しんどう ゆうすけ、1964年3月 - ）は、日本の外交官。

## 略歴
大阪府生まれ。東京大学経済学部卒業。
- 1986年　外務省入省
- 1989年　ペンシルバニア大学経済学修士課程修了[2]。
- 1999年　在ドイツ日本国大使館 一等書記官
- 2002年　総合外交政策局安全保障政策課企画官 兼 総合外交政策局軍備管理軍縮課（通常兵器室長）
- 2004年　福井県警察本部警務部長
- 2006年　外務省国際情報統括官付国際情報官(第二国際情報官室担当)
- 2009年　アジア大洋州局南部アジア部南西アジア課長
- 2010年　在ロサンゼルス日本国総領事館 首席領事
- 2012年　在インドネシア日本国大使館 公使
- 2015年　軍縮会議日本政府代表部 公使
- 2018年　在パキスタン日本国大使館 公使
- 2021年　在デトロイト日本国総領事

## 著書
- 『アフガニスタン祖国平和の夢―外交官の見た和平の真実』朱鳥社 2004年

## 同期
- 石川浩司（22年シンガポール大使・20年官房長・19年南部アジア部長）
- 岩間公典（22年バングラデシュ大使・20年デュッセルドルフ総領事）
- 牛尾滋（22年南アフリカ大使・19年ポルトガル大使・18年アフリカ部長）
- 宇山智哉（21年WTO事務局長上級補佐官）
- 大鷹正人（24年タイ大使・20年ハンガリー大使・19年外務報道官）
- 片江学巳（23年ルーマニア大使・20年瀋陽総領事）
- 河原節子（22年デュッセルドルフ総領事・21年公務員研修所副所長・18年フランクフルト総領事）
- 木村徹也（22年東ティモール大使・20年国連日本政府代表部大使・17年ミュンヘン総領事）
- 四方敬之（24年マレーシア大使・21年内閣広報官・20年外務省経済局長）
- 鈴木量博（23年オーストラリア大使・20年トルコ大使・18年北米局長）
- 中村安志（09年中南米局南米課課長補佐）
- 久島直人（22年中曾根康弘世界平和研究所・20年国際平和協力本部事務局長）
- 淵上隆（14年ドミニカ共和国大使）
- 三上正裕（22年ベルギー、北大西洋条約機構日本政府代表部大使・19年カンボジア大使・17年国際法局長）
- 道井緑一郎（23年フィジー大使）
- 南博之（24年特命全権大使（国際テロ対策・組織犯罪対策協力担当）・20年コンゴ民主共和国大使）
- 山田重夫（23年駐米大使・21年外務審議官(政務担当)・19年総合外交政策局長）
- 吉田朋之（23年日本国際問題研究所所長・20年外務報道官・19年中南米局長・17年軍縮不拡散・科学部長）
- 若林啓史（16年東北大学教授）